# Gnaeus Pompeius Magnus minor
Gnaeus Pompeius Magnus minor (75 v.Chr. - 12 april 45 v.Chr.) was een Romeins politicus en generaal in de 1e eeuw v.Chr.
Hij was de zoon van Gnaeus Pompeius Magnus, Caesars politieke rivaal. 
Na de moord op zijn vader namen Gnaeus en zijn broer Sextus Pompeius Magnus Pius deel aan het verzet in Africa en Hispania tegen Caesar.
In 45 v.Chr. werden Gnaeus en Sextus door Caesar verpletterend verslagen in de Slag bij Munda. Kort daarop werd Gnaeus om het leven gebracht; Sextus ontkwam en zou het verzet voortzetten.